# Amargasaurus cazaui
Amargasaurus cazaui ("Cazaus La-Amarga-ödla") är en art av dinosaurier som tillhör släktet Amargasaurus, en dicraeosaurid från den äldre delen av kritaperioden i det som idag är Sydamerika. Den var liten för att vara en sauropod och blev bara mellan 10 och 12 meter lång. Den var en fyrbent växtätare och hade i änden av en lång hals ett långt, lågt kranium som var mycket likt kraniet hos dess släkting Dicraeosaurus. Emellertid hade denna dinosaurie två parallella rader av långa taggar som löpte nedför dess nacke och rygg. Dessa taggar var längre än hos några andra kända sauropoder och kan ha hållit uppe ett hudsegel.

## Fynd och art
Namnet Amargasaurus myntades år 1991 av de argentinska paleontologerna Leonardo Salgado och José F Bonaparte, eftersom dess fossila rester hittades längs med La Amarga Arroyo i Neuquén-provincen i Argentina. La Amarga är även namnet på en närliggande stad samt på den geologiska formationen där resterna grävdes fram. Fyndplatsen finns i de äldre sektionerna av La Amarga-formationen, som dateras till mellan barremian- och aptianskedena under äldre krita, runt 132 till 127 miljoner år sedan. Sauropoder från denna tidsperiod brukar mestadels bara återfinnas i Morrison-formationen i USA, Shaximiao-bäddarna i Kina eller i Tendaguru-bäddarna i Tanzania. Fram till upptäckten av Amargasaurus bestod fynd av sydamerikanska sauropoder från kritaperioden ofta av representanter ur familjen Titanosauridae.
Ordet amarga är spanska för 'bitter', medan σαυρος/sauros är grekiska för 'ödla'. Den enda namngivna arten, A. cazaui, är uppkallad för att hedra mannen som upptäckte fyndplatsen år 1983, Dr. Luis Cazau, en geolog vid YPF's oljebolag. År 1984 beskrev José Bonaparte ännu en amargasaurie. Han kallade den A. groeberi. Nu anses den dock tillhöra samma art som A. cazaui.

## Paleobiologi
Amargasaurus är känd från ett relativt komplett skelett från en enda individ. Detta skelett består av bakhuvudet, alla kotor i halsen och ryggen, höftben samt en bit av svansen. Man har även funnit den högra sidan av skuldergördeln, vänster framben och bakben och vänster tarmben.

### Ryggtaggar
Amargasaurus mest uppenbara drag hos skelettet är serien av höga taggar i nacken och på ryggen. Taggarna är längst i nacken, där de är uppradade parvis i två led. Dessa rader fortsättet längs ryggen och blir allt mindre ju närmre höften de kommer. De lägre rygg- och korsbenstaggarna bildar enbart en rad. Dessa taggar är långa (men mycket kortare än de i nacken) jämfört med andra sauropoder. De kan ha hållit uppe ett par höga hudseglen. Liknande seglen kan ses hos de obesläktade dinosaurierna Spinosaurus och Ouranosaurus, samt pelycosaurierna Dimetrodon och Edaphosaurus. Det finns en mängd varierande hypoteser om vad dessa seglen hade för funktion, så som försvar, kommunikation (i parningssyfte eller helt enkelt för att känna igen den egna arten) eller reglering av värme. Dock kommer deras sanna funktion att förbli okänd. Liknande taggar har hittats hos ryggkotorna hos Dicraeosaurus från Afrika, även om de inte är lika långa som hos Amargasaurus.

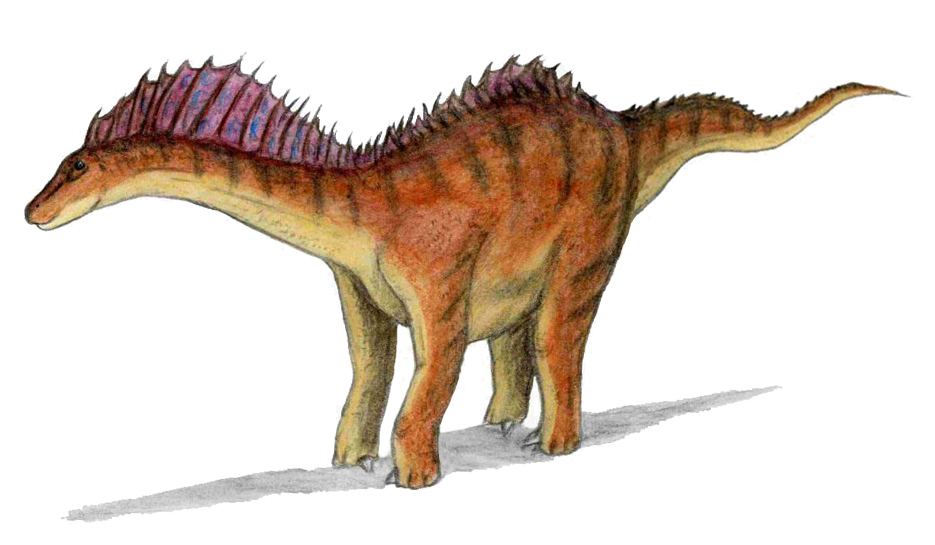
Levnadsrekonstruktion av Amargasaurus.

## Klassificering
Amargasaurus och Dicraeosaurus förenas med den nyss upptäckta Brachytrachelopan i familjen Dicraeosauridae. Dicraeosaurider och diplodocider inkluderas i en grupp som kallas Flagellicaudata.